# Bernard (Familienname)
Bernard ist ein Familienname.

## Namensträger

### A
- Adolphe Bernard (Maler) (1812–1890), belgischer Maler
- Adolphe Bernard (Ruderer) (1871–??), französischer Ruderer
- Al Bernard (1888–1949), US-amerikanischer Sänger
- Alain Bernard (Tanzpädagoge) (1932–2012), Schweizer Tänzer, Tanzpädagoge und Choreograf
- Alain Bernard (* 1983), französischer Schwimmer
- Albert Bernard (* 1917), belgischer Fechter
- Alex Bernard (Schauspieler) (1888–1968), französischer Filmschauspieler
- Alex Bernard (Musiker) (* um 1950), französischer Fusion- und Jazzmusiker
- Aldis Bernard (um 1810–1876), kanadischer Politiker und Zahnarzt
- Ali Bernard (* 1986), US-amerikanische Ringerin
- André Bernard (Radsportler) (1930–2015), französischer Radrennfahrer
- André Bernard (Moderner Fünfkämpfer) (* 1935), französischer Moderner Fünfkämpfer
- André Bernard (Musiker) (* 1946), französischer Trompeter und Dirigent
- Andrea St. Bernard (* 1979), grenadische Taekwondoin
- Andreas Bernard (Autor) (* 1969), deutscher Kulturwissenschaftler, Publizist und Hochschullehrer
- Andreas Bernard (Eishockeyspieler) (* 1990), italienischer Eishockeytorwart
- Anna Bernard (1865–1938), deutsche Schriftstellerin
- Anton Bernard (* 1989), italienischer Eishockeyspieler
- Armand Bernard (1928–2010), kanadischer Ringer
- Augusta Bernard (1886–1946), französische Modeschöpferin

### B
- Benjamin Bernard, US-amerikanischer Schauspieler
- Bernard Bernard (1821–1895), französischer Missionar
- Billy Bernard (* 1991), luxemburgischer Fußballspieler
- Björn Bernard (* 1972), deutscher Basketballspieler
- Bruno Bernard (1912–1987), US-amerikanischer Fotograf

### C
- C. E. Bernard (* 1990), deutsche Schriftstellerin
- Camille Bernard (1898–1984), kanadische Sängerin, Lehrerin und Schauspielerin
- Carlos Bernard (* 1962), US-amerikanischer Schauspieler
- Catherine Bernard (1662–1712), französische Schriftstellerin
- Charles Jean Bernard (1876–1967), niederländischer Botaniker und Naturschützer
- Charlotte Bernard (* 1972), französische Snowboardfahrerin
- Cheryl Bernard (* 1966), kanadische Curlerin
- Christian Bernard (* 1969), deutscher Squashspieler
- Christon Bernard (* 1997), dominicanischer Fußballspieler
- Christophe Bernard (Schachspieler) (* 1952), französischer Schachspieler
- Christophe Bernard (Schauspieler), französischer Schauspieler und Spezialeffektkünstler
- Christophe Bernard (Animator), französischer Animator und Kameramann
- Claston Bernard (* 1979), jamaikanischer Zehnkämpfer
- Claude Bernard (Missionar) (Der arme Priester; 1588–1641), französischer Volksmissionar
- Claude Bernard (Mediziner) (1813–1878), französischer Physiologe
- Claude Bernard (Dichter) (* 1935), französischer Theologe und Dichter
- Claude Bernard-Aubert (1930–2018), französischer Filmregisseur, Drehbuchautor und Pornoregisseur
- Claudine Bernard (* 1992), luxemburgische Fußballspielerin

### D
- Daniel Bernard (1941–2004), französischer Botschafter
- Daniel Bernard (Fußballspieler) (* 1949), französischer Fußballspieler
- Denis Bernard (Offizier) (1882–1956), britischer Offizier, Gouverneur von Bermuda
- Denis Bernard (* 1961), französischer Physiker
- Désirée Bernard (1939–2024), guyanische Rechtsanwältin und Richterin, Richterin am Caribbean Court of Justice
- Di’Shon Bernard (* 2000), englisch-jamaikanischer Fußballspieler
- Djuna Bernard (* 1992), luxemburgische Politikerin
- Douglas Bernard, US-amerikanischer Biathlet

### E
- Ed Bernard (* 1939), US-amerikanischer Schauspieler
- Eddy Bernard (auch Eddie Bernard; 1927–1984), französischer Pianist
- Edward Bernard (1638–1697), britischer Astronom, Mathematiker, Orientalist und Theologe
- Emerik Bernard (1937–2022), jugoslawischer bzw. slowenischer Maler
- Émile Bernard (Organist) (1843–1902), französischer Organist und Komponist
- Émile Bernard (Maler) (1868–1941), französischer Maler und Schriftsteller
- Éric Bernard (* 1964), französischer Formel-1-Fahrer
- Eric Bernard (Rennfahrer), französischer Endurofahrer
- Erich Bernard (* 1965), österreichischer Architekt
- Ernest C. Bernard (fl. 1978), Botaniker
- Escarlata Bernard (* 1989), spanische Schwimmerin
- Eugène Bernard (EB; vor 1840 bis um 1890), französisch-belgischer Waffenfabrikant und Laufschmied in Paris und Lüttich
- Evelyn Bernard (* 1988), estnische Fußballspielerin

### F
- Felix Bernard (Physiker) (1816–1865), französischer Physiker
- Felix Bernard (Malakologe) (1863–1898), französischer Malakologe
- Felix Bernard (Komponist) (1897–1944), US-amerikanischer Komponist, Pianist und Songwriter
- Felix Bernard (Theologe) (* 1955), deutscher Theologe und Hochschullehrer
- Francis Bernard, 1. Baronet (1712–1779), englischer Kolonialbeamter und Gouverneur
- Franco Bernard (* 1957), italienischer Schauspieler und Politiker (Verdi Grüne Vërc)
- František Antonín Bernard (1914–1980), tschechoslowakischer Jagdflieger
- Frits Bernard (1920–2006), niederländischer Psychologe und Sexualwissenschaftler

### G
- Gabriel Bernard de Rieux (1687–1745), französischer Magistrat
- Gaspard de Bernard de Marigny (1754–1794), französischer General
- Georg Bernard (1876–1945), deutscher Gewerkschafter
- Giovani Bernard (* 1991), US-amerikanischer American-Football-Spieler
- Günter Bernard (* 1939), deutscher Fußballspieler

### H
- Hans Bernard (Bildhauer) (1861–1945), österreichischer Bildhauer
- Hans Bernard (Diplomat) (1892–1960), deutscher Diplomat
- Harry Bernard (1878–1940), US-amerikanischer Schauspieler
- Heinz Bernard (1923–1994), britischer Schauspieler und Theaterregisseur
- Helen Bernard (* 2005), argentinische Sprinterin
- Henri Bernard (1900–1967), französischer Hürdenläufer
- Hilda Bernard (1920–2022), argentinische Schauspielerin

### I
- Irene Bernard (1908–2002), deutsche Widerstandskämpferin

### J
- J. Léonce Bernard (1943–2013), kanadischer Politiker
- Jacob Bernard-Docker (* 2000), kanadischer Eishockeyspieler
- James Bernard (1925–2001), britischer Drehbuchautor und Filmkomponist
- Janice Bernard (* 1958), Sprinterin aus Trinidad und Tobago
- Jason Bernard (1938–1996), US-amerikanischer Schauspieler
- Jay Bernard (* 1988), britischer Schriftsteller
- Jean Bernard (Bischof) († 1466), Erzbischof von Tours
- Jean Bernard (Priester) (1907–1994), luxemburgischer Priester
- Jean Bernard (Mediziner) (1907–2006), französischer Mediziner
- Jean Bernard-Lévy (1897–1940), französischer Fußballfunktionär
- Jean-Claude Bernard (* 1933), französischer Hürdensprinter
- Jean-David Bernard (* 1977), französischer Ruderer
- Jean-François Bernard (* 1962), französischer Radrennfahrer
- Jean Frédéric Bernard (1680–1744), französischer Autor, Übersetzer, Drucker und Verleger
- Jean-Marc Bernard (1881–1915), französischer Dichter
- Jean-Pierre Bernard (1933–2017), französischer Schauspieler
- Jeff Bernard (1943–2010), österreichischer Kulturwissenschaftler und Publizist
- Jeffrey Joseph Bernard (1932–1997), britischer Journalist
- Jessie Bernard (1903–1996), amerikanische Soziologin
- Johann Bernard (* 1974), französischer Schwimmer
- Johann Nikolaus und Bruder Johann Bernard (Schnupftabakhersteller) siehe Gebrüder Bernard
- Johannes Bernard (1926–1989), deutscher Geistlicher und Religionswissenschaftler
- John Bernard (1893–1983), US-amerikanischer Politiker
- Jos Bernard (* 1924), luxemburgischer Turner
- José Bernard (* 1980), dominikanischer Tennisspieler
- Joseph Bernard, Pseudonym von Hans Zatzka (1859–1945), österreichischer Maler
- Joseph Bernard (Bildhauer) (1866–1931), französischer Bildhauer
- Joseph Bernard (Architekt) (1902–1959), deutscher Architekt
- Joseph Bernard (Gerechter), belgischer Gerechter unter den Völkern
- Joseph Bernard (Schauspieler) (1923–2006), US-amerikanischer Schauspieler
- Joseph Alphonsus Bernard (1881–1962), kanadischer Unternehmer und Politiker
- Joseph Carl Bernard (1780–1850), österreichischer Journalist, Schriftsteller und Librettist
- Julie Bernard (* 1980), belgische Schauspielerin
- Julien Bernard (* 1992), französischer Radrennfahrer

### K
- Karl Bernard (Journalist) (um 1786–1850), österreichischer Journalist
- Karl Bernard (1890–1972), deutscher Bankmanager und Ministerialbeamter
- Kent Bernard (1942–2025), Leichtathlet aus Trinidad und Tobago
- Kurt Bernard (* 1977), costa-ricanischer Fußballspieler

### L
- Lars Bernard (* 1969), deutscher Geoinformatiker
- Leo Bernard, deutscher Widerstandskämpfer
- Linda Bernard (* 1950), britische Eiskunstläuferin
- Louis Bernard-Saint-Affrique (1745–1799), französischer Politiker, Mitglied im Nationalkonvent und im Rat der Fünfhundert während der Französischen Revolution
- Ludovic Bernard, französischer Filmregisseur und Drehbuchautor
- Luther Lee Bernard (1881–1951), US-amerikanischer Soziologe und Sozialpsychologe

### M
- Manon Bernard (* 1995), französische Volleyballspielerin
- Marc Bernard (1900–1983), französischer Schriftsteller
- Marcel Bernard (1914–1994), französischer Tennisspieler
- Maria Bernard (* 1993), kanadische Hindernisläuferin
- Marie Bernard-Meunier (* 1948), kanadische Diplomatin
- Marie-Françoise Bernard (1819–1901), französische Vivisektionsgegnerin
- Marie-Jeanne Bernard, luxemburgische Schwimmerin
- Martyn Bernard (* 1984), britischer Hochspringer
- Marvin J. Bernard, eigentlicher Name von Tony Yayo (* 1978), US-amerikanischer Rapper
- Michael Bernard (Gewichtheber) (* 1957), neuseeländischer Gewichtheber
- Michael Bernard (Politiker) (* 1969), österreichischer Politiker (FPÖ)
- Michael Bernard (Dramaturg) (* 1971), Dramaturg und Eventmanager
- Michel Bernard (1931–2019), französischer Mittelstreckenläufer
- Michel-Jules-Joseph-Marie Bernard (1911–1993), französischer Geistlicher, Erzbischof von Nouakchott
- Michèle Bernard (* 1947), französische Liedermacherin
- Molly Bernard (* 1988), US-amerikanische Schauspielerin
- Muriel Bernard (* 1961), französische Sportschützin

### N
- Nathalie Bernard (* 1985), neuseeländische Schwimmerin
- Neisha Bernard-Thomas (* 1981), grenadische Leichtathletin
- Noël Bernard (1874–1911), französischer Botaniker

### O
- Oliver Bernard († 2013), britischer Dichter und Übersetzer
- Olivier Bernard (* 1921), Schweizer Hürdenläufer

### P
- Paul Bernard (Komponist) (1827–1879), französischer Komponist
- Paul Bernard (Jurist) (1828–1886), französischer Jurist
- Paul Bernard, eigentlicher Name von Tristan Bernard (1866–1947), französischer Schriftsteller und Dramatiker
- Paul Bernard (Manager) (1892–1960), französischer Widerstandskämpfer und Luftverkehrsmanager
- Paul Bernard (Schauspieler) (1898–1958), französischer Schauspieler
- Paul Bernard (Musiker), französischer Tubaspieler, Autor und Hochschullehrer
- Paul Bernard (Archäologe) (1929–2015), französischer Archäologe
- Paul Bernard (Regisseur) (1929–1997), britischer Filmregisseur
- Paul Bernard (Soziologe), kanadischer Soziologe (1945–2011)
- Paul Bernard (Fußballspieler) (* 1972), schottischer Fußballspieler
- Philip Bernard, britischer Ringer
- Pierre Bernard (Maler) (1704–1777), französischer Maler
- Pierre Bernard (Kunsttischler) (1715–1765), französischer Kunsttischler
- Pierre Bernard (Politiker) (* 1931), französischer Politiker (PS)
- Pierre Bernard (Fußballspieler) (1932–2014), französischer Fußballspieler
- Pierre Bernard (Grafiker) (1942–2015), französischer Grafiker
- Pierre Bernard (Musiker) (* 1959), belgischer Jazzmusiker
- Pierre Bernard (Rugbyspieler) (* 1989), französischer Rugby-Union-Spieler
- Pierre Bernard (Sinologe), Leiter des Institut belge des hautes études chinoises
- Pierre Arnold Bernard (1875–1955), US-amerikanischer Yogi
- Pierre Frédéric Bernard (1749–1825), französischer Botaniker
- Pierre-Joseph Bernard (1708–1775), französischer Dichter, Dramatiker und Librettist
- Pons-Joseph Bernard (1748–1816), französischer Naturforscher

### R
- Randy Bernard (* 1967), US-amerikanischer Sportfunktionär
- Raymond Bernard (Regisseur) (1891–1977), französischer Filmschaffender
- Raymond Bernard, deutscher Esoterik-Autor (1903–1965), siehe Walter Siegmeister
- Raymond Bernard (Orchesterleiter) (1920–2005), französischer Orchesterleiter, Klavierbegleiter und Komponist
- Robert Bernard (1913–1990), deutscher Fußballspieler
- Rocky Bernard (* 1979), US-amerikanischer American-Football-Spieler

### S
- Samuel-Jacques Bernard (1615–1687), französischer Maler
- Samuel Bernard (1651–1739), französischer Bankier
- Sharisse Baker-Bernard, US-amerikanische Schauspielerin
- Spencer Bernard (1918–2001), US-amerikanischer Politiker
- Stewart Bernard (* 1965), niederländischer Volleyballtrainer
- Susan Bernard (1948–2019), US-amerikanische Autorin und Model

### T
- Theos Casimir Bernard (1908–1947), US-amerikanischer Religionsforscher
- Thibaut Bernard (* 2003), belgischer Radsportler
- Thomas Bernard (Medailleur) (1650–1713), französischer Medailleur
- Thomas Bernard (Pädagoge) (1750–1818), britischer Pädagoge und Philanthrop
- Tristan Bernard (1866–1947), französischer Schriftsteller, Journalist und Dramatiker

### V
- Valère Bernard (1860–1936), französischer Künstler und Schriftsteller okzitanischer Sprache
- Verona Bernard (* 1953), britische Leichtathletin, siehe Verona Elder

### W
- Wayne Bernard (* 1981), US-amerikanischer Basketballspieler
- Wolfgang Bernard (* 1960), deutscher Altphilologe
- Wouter Bernard, niederländischer Bankier